# Der geheimnisvolle Zaubersee
Der geheimnisvoll Zaubersee ist ein kooperatives Kinderspiel der Spieleautoren Stefan Kloß und Anna Oppolzer. Das Spiel für zwei bis fünf Spieler ab fünf Jahren dauert etwa 15 Minuten pro Runde. Es ist im Jahr 2018 bei Schmidt Spiele unter der Marke Drei Magier Spiele erschienen und wurde im gleichen Jahr für den Deutschen Spielgrafikpreis Graf Ludo für die beste Kinderspielgrafik des Jahres nominiert.

## Thema und Ausstattung
Bei dem Spiel geht es um eine Gruppe von jungen Magiern, die gemeinsam auf ihrer Flucht vor dem Magier Rabenhorst von Burg Rabenfels über einen Seerosensee fliehen und dabei immer wieder magisch zurückgezogen werden. Die Mitspieler müssen für ihre Flucht passende Tierplättchen aus einer verdeckten Auslage aufdecken und dürfen mit deren Hilfe vorwärts rücken. Durch Magnetfelder unter dem Spielplan können sie jedoch festgehalten und wieder zurück befördert werden.
Das Spielmaterial besteht neben der Spielanleitung aus
- einem Spielfeld mit dreidimensionalen Elementen in der Spielschachtel und acht Wasserstreifen mit Magneten unterhalb des Spielbretts,
- vier Spielfiguren für die jungen Magier (incl. Katze),
- einer Spielfigur für den Zauberer Rabenhorst,
- 16 Plättchen, davon 12 Tiere und 4 mal Rabenhorst

## Spielweise
Vor Spielbeginn wird das Spielfeld aufgebaut, dafür wird das Spielbrett auf die Spieleschachtel gelegt und das Burgteil mit dem Raben und das Schilf werden aufgesteckt. Die Wasserstreifen werden gemischt und unter das Spielfeld geschoben. Rabenhorst wird auf das entsprechende Startfeld in der Burg gestellt und die vier Spielfiguren für die jungen Magier werden am Ufer des Sees platziert. Die Plättchen mit den magischen Tieren und Rabenhorst werden gemischt und verdeckt neben das Spielfeld gelegt.
Die Spieler müssen versuchen, gemeinsam alle vier Figuren über den See bis zum Holzsteg zu ziehen. Dabei spielen die Mitspieler reihum im Uhrzeigersinn beginnend mit einem Startspieler. Der jeweils aktive Spieler dreht zu Beginn seines Zuges ein Plättchen um, das entweder ein Tier oder den Zauberer Rabenhorst zeigen kann. Hat er ein magisches Tier aufgedeckt, darf er mit einer der Spielfiguren waagerecht oder senkrecht über die Seerosenfelder ziehen, ohne dabei eine andere Figur zu überspringen. Wird die Figur während des Zuges auf einem Seerosenblatt magnetisch festgehalten, endet der Zug (außer im Startbereich); handelt es sich bei dem Blatt um eines, auf dem sich das vorher aufgedeckte Tier befindet, wird der Zauber gelöst und die Figur darf weiterziehen. Steht eine Figur zu Beginn auf einem Magnetfeld, darf sie nur mit dem passenden Tierplättchen befreit und gezogen werden.
Hat der Spieler den Zauberer Rabenhorst umgedreht, darf er nicht ziehen. Stattdessen nimmt er den letzten Wasserstreifen, der unter der Seekante erkennbar ist, heraus und schiebt ihn am Holzsteg wieder unter den See. Durch die Magneten, die er mit den Streifen verschiebt, können nun sowohl die jungen Magier auf ein Magnetfeld gelangen oder zurückgeschoben werden wie auch der Zauberer Rabenhorst einen Schritt vorwärts ziehen. Werden zu Beginn des Zuges alle Magier festgehalten und der aktive Spieler deckt kein passendes Tier auf, kann er keinen Zug machen und es wird ebenfalls ein Wasserstreifen nachgeschoben.
Nach dem Zug dreht der Spieler das Plättchen wieder um, ohne dessen Position zu verändern, und der nächste Spieler ist an der Reihe. Das Spiel endet,
- wenn der Zauberer Rabenhorst sein Zielfeld erreicht, in dem Fall haben die Spieler verloren.
- wenn alle Magier auf dem Holzsteg sind, dann haben die Spieler gewonnen.

## Ausgaben und Rezeption
Das Spiel Der geheimnisvoll Zaubersee wurde von Stefan Kloß und Anna Oppolzer entwickelt und 2018 zur Nürnberger Spielwarenmesse bei Drei Magier Spiele, der Kinderspiel-Marke des Verlags Schmidt Spiele, als multilinguale Version veröffentlicht. Wie zahlreiche andere Spiele des Verlages wurde auch Der geheimnisvoll Zaubersee von Rolf Vogt illustriert. Es wurde im gleichen Jahr für den Deutschen Spielgrafikpreis Graf Ludo für die beste Kinderspielgrafik des Jahres nominiert.

## Belege
1. 1 2 3 4 5  Spieleanleitung Der geheimnisvolle Zaubersee (Memento des Originals vom 18. August 2018 im Internet Archive)  Info: Der Archivlink wurde automatisch eingesetzt und noch nicht geprüft. Bitte prüfe Original- und Archivlink gemäß Anleitung und entferne dann diesen Hinweis.
2. ↑  Versionen von Der geheimnisvoll Zaubersee bei BoardGameGeek; abgerufen am 18. August 2018.
3. ↑  GRAF LUDO 2018 - Die Auswahlliste (Memento des Originals vom 18. August 2018 im Internet Archive)  Info: Der Archivlink wurde automatisch eingesetzt und noch nicht geprüft. Bitte prüfe Original- und Archivlink gemäß Anleitung und entferne dann diesen Hinweis. auf der Website der Messe Modell-Hobby-Spiel; abgerufen am 18. August 2018.